# Fahri Atabey
Fahri Atabey (* 1913 in Istanbul; † 2. August 1994) war ein türkischer Mediziner und zwischen den Jahren 1968 und 1973 Bürgermeister der Stadt Istanbul.

## Leben
Nach Abschluss seines Studiums an der medizinischen Fakultät der Universität Istanbul im Jahr 1937 wurde Atabey ab 1940 als Assistenzarzt an der Militärmedizinischen Akademie Gülhane tätig. 1943 spezialisierte er sich auf Frauenheilkunde und Geburtshilfe.
Zwischen den Jahren 1947 und 1950 hielt sich Atabey beruflich in England auf und wurde nach seiner Rückkehr in die Türkei erneut Assistenzarzt, diesmal jedoch an der medizinischen Fakultät der Universität Istanbul. Ab 1952 war er Chefarzt im Zeynep-Kâmil-Krankenhaus.
Nach dem Militärputsch vom 27. Mai 1960 verlor Atabey seine Arbeitsstelle. Im sogenannten Baby-Prozess in den Yassıada-Prozessen wurde er neben Adnan Menderes wegen Kindstötung angeklagt und vom Hohen Gerichtshof freigesprochen. 1963 wurde er wieder als Chefarzt eingesetzt.
Am 8. Juni 1968 wählte man Atabey für die Gerechtigkeitspartei zum Bürgermeister Istanbuls. Er bekleidete das Amt als Nachfolger von Faruk Ilgaz bis zum 9. Dezember 1973.
Atabey schrieb ein Buch über Geburtshilfe und Frauenheilkunde mit dem Titel Doğum ve jinekoloji (Geburt und Gynäkologie). Es erschien im Jahr 1954.
| Personendaten    | Personendaten                                    |
| ---------------- | ------------------------------------------------ |
| NAME             | Atabey, Fahri                                    |
| KURZBESCHREIBUNG | türkischer Mediziner und Bürgermeister Istanbuls |
| GEBURTSDATUM     | 1913                                             |
| GEBURTSORT       | Istanbul                                         |
| STERBEDATUM      | 2. August 1994                                   |